# Competition machines
Competition machines is een motorfiets-classificatie. 
Het is de verzamelnaam voor alle typen wedstrijdmachines, zoals trialmotoren, crossmotoren, enduromotoren en wegracers.